# 昂根比滕
昂根比滕（法語：Hangenbieten，发音：[aŋgənbitən] 或 [aŋənbitən]）是法国下莱茵省的一个市镇，属于斯特拉斯堡区（Strasbourg）和林戈尔赛姆县（Lingolsheim）。该市镇总面积4.11平方公里，2009年时的人口为1484人。

## 人口
昂根比滕人口变化图示